# HD172728
HD172728 — хімічно пекулярна зоря спектрального класу A0, що має видиму зоряну величину в смузі V приблизно  5,6.
Вона знаходиться у сузір'ї Дракона  й розташована на відстані близько 425,8 світлових років від Сонця. HD172728 рухається в нашій Галактиці з високою власною шкидкістю, хоча її радіальна швидкість становить всього -10,5 км/сек. 
Система Aladin Lite позиціонує цю зорю на зоряній карті наступним чином [Архівовано 23 червня 2018 у Wayback Machine.].

## Фізичні характеристики
Зоря HD172728 обертається порівняно повільно навколо своєї осі. Проєкція її екваторіальної швидкості на промінь зору становить  Vsin(i)= 31км/сек.

## Пекулярний хімічний склад
Зоряна атмосфера HD172728 має підвищений вміст Hg .